# نيكولاس بوردن
نيكولاس بوردن (بالإنجليزية: Nicholas Borden)‏ هو رسام بريطاني، ولد في 1967.